# Ed Sandford
Pour les articles homonymes, voir Sandford.
Edward Michael Sandford (né le 20 août 1928 à New Toronto, Ontario au Canada et mort le 25 octobre 2023 à Winchester, Massachusetts aux États-Unis,) est un joueur canadien de hockey sur glace professionnel qui évolue au poste d'ailier gauche.

## Biographie
Ed Sandford fait son hockey junior avec les différentes équipes du Collège St. Michael's de Toronto. Lors de la saison 1946-47 avec les St Michael's Majors de l'Association de hockey de l'Ontario, il inscrit 67 points en 27 rencontres jouées auxquels s'ajoutent 24 points en 9 matchs de séries éliminatoires et 28 en 10 parties de la Coupe Memorial, remportée par les Majors, et reçoit le trophée Red-Tilson du meilleur joueur.
Bien que désireux de continuer ses études, il ne peut contenir l'envie des Bruins de Boston de la Ligue nationale de hockey d'intégrer un joueur si prometteur au sein de leur effectif. Malgré la différence physique avec des joueurs plus expérimentés, il s'adapte au niveau demandé et inscrit environ 30 points chaque saison. Il manque l'essentiel de la saison 1949-1950 à la suite d'une blessure à la cheville. Une fois de retour, il se prouve un excellent vant défensif ce qui lui vaut d'être retenu pour chaque Match des étoiles entre 1951 et 1955.
En 1953, avec 11 points en autant de rencontres, il est le meilleur pointeur des séries éliminatoires où les Bruins s'inclinent en finale de la coupe Stanley face aux Canadiens de Montréal. En 1954, il réalise sa meilleure saison en professionnel, en étant le meilleur pointeur de son équipe avec 47 points et est nommé dans la seconde équipe d'étoiles de la LNH . Au cours de la saison suivante, il devint le capitaine des Bruins avant d'être échangé aux Red Wings de Détroit dans un transfert qui incluait neuf joueurs, le plus important à l'époque. Après seulement quatre parties jouées, il est de nouveau échangé aux Black Hawks de Chicago. À l'issue de la 1955-1956, il prend sa retraite.
Il occupe ensuite différents postes au sein des Bruins de Boston, tel que juge de buts, marqueur officiel ou superviseur d'officiels.
En 2001, la Society for International Hockey Research, en collaboration avec le Temple de la renommée du hockey et The Hockey News, sélectionne une liste de récipiendaires potentiels du trophée Conn-Smythe avant 1965, remis au joueur le plus utile durant les séries éliminatoires, et choisit Ed Sandford pour l'année 1953.

## Statistiques
| Saison     | Équipe                          | Ligue          |     | Saison régulière | Saison régulière | Saison régulière | Saison régulière | Saison régulière |    | Séries éliminatoires | Séries éliminatoires | Séries éliminatoires | Séries éliminatoires | Séries éliminatoires |
| Saison     | Équipe                          | Ligue          | PJ  | B                | A                | Pts              | Pun              | PJ               | B  | A                    | Pts                  | Pun                  |                      |                      |
| 1943-1944  | St Michael's Buzzers de Toronto | OHA-B          | 3   | 1                | 0                | 1                | 0                | -                | -  | -                    | -                    | -                    |                      |                      |
| 1944-1945  | St Michael's Buzzers de Toronto | OHA-B          | 11  | 12               | 11               | 23               | 9                | 11               | 10 | 14                   | 24                   | 8                    |                      |                      |
| 1945-1946  | St. Michael's Majors de Toronto | OHA-Jr.        | 26  | 10               | 9                | 19               | 28               | 11               | 5  | 5                    | 10                   | 12                   |                      |                      |
| 1946-1947  | St. Michael's Majors de Toronto | OHA-Jr.        | 27  | 30               | 37               | 67               | 38               | 9                | 12 | 12                   | 24                   | 31                   |                      |                      |
| 1946-1947  | St. Michael's Majors de Toronto | Coupe Memorial | -   | -                | -                | -                | -                | 10               | 11 | 17                   | 28                   | 26                   |                      |                      |
| 1947-1948  | Bruins de Boston                | LNH            | 59  | 10               | 15               | 25               | 25               | 5                | 1  | 0                    | 1                    | 0                    |                      |                      |
| 1948-1949  | Bruins de Boston                | LNH            | 56  | 16               | 20               | 36               | 57               | 5                | 1  | 3                    | 4                    | 2                    |                      |                      |
| 1949-1950  | Bruins de Boston                | LNH            | 19  | 1                | 4                | 5                | 6                | -                | -  | -                    | -                    | -                    |                      |                      |
| 1950-1951  | Bruins de Boston                | LNH            | 51  | 10               | 13               | 23               | 33               | 6                | 0  | 1                    | 1                    | 4                    |                      |                      |
| 1951-1952  | Bruins de Boston                | LNH            | 65  | 13               | 12               | 25               | 54               | 7                | 2  | 2                    | 4                    | 0                    |                      |                      |
| 1951-1952  | Olympics de Boston              | EAHL           | 2   | 1                | 0                | 1                | 0                | -                | -  | -                    | -                    | -                    |                      |                      |
| 1952-1953  | Bruins de Boston                | LNH            | 61  | 14               | 21               | 35               | 44               | 11               | 8  | 3                    | 11                   | 11                   |                      |                      |
| 1953-1954  | Bruins de Boston                | LNH            | 70  | 16               | 31               | 47               | 42               | 3                | 0  | 1                    | 1                    | 4                    |                      |                      |
| 1954-1955  | Bruins de Boston                | LNH            | 60  | 14               | 20               | 34               | 38               | 5                | 1  | 1                    | 2                    | 6                    |                      |                      |
| 1955-1956  | Red Wings de Détroit            | LNH            | 4   | 0                | 0                | 0                | 0                | -                | -  | -                    | -                    | -                    |                      |                      |
| 1955-1956  | Black Hawks de Chicago          | LNH            | 57  | 12               | 9                | 21               | 56               | -                | -  | -                    | -                    | -                    |                      |                      |
| Totaux LNH | Totaux LNH                      | Totaux LNH     | 502 | 106              | 145              | 251              | 355              | 42               | 13 | 11                   | 24                   | 27                   |                      |                      |

## Transactions en carrière
- 3 juin 1955 : échangé aux Red Wings de Détroit par les Bruins de Boston avec Real Chevrefils, Norm Corcoran, Gilles Boisvert et Warren Godfrey en retour de Terry Sawchuk, Vic Stasiuk, Marcel Bonin et Lorne Davis.
- 24 octobre 1955 : échangé aux Black Hawks de Chicago par les Red Wings en retour de Metro Prystai

## Titres et honneurs personnels
- Association de hockey de l'Ontario - Junior B
  - Champion de la Coupe Sutherland 1945 avec les St. Michael's Buzzers de Toronto

- Association de hockey de l'Ontario - Junior
  - Champion de la coupe J.-Ross-Robertson 1946 et 1947 avec les St. Michael's Majors de Toronto
  - Récipiendaire du trophée Red-Tilson 1947

- Coupe Memorial
  - Champion de la coupe Memorial 1947 avec les St. Michael's Majors de Toronto

- Ligue nationale de hockey
  - Nommé dans la seconde équipe d'étoiles 1954
  - Sélectionné pour le Match des étoiles 1951, 1952, 1953, 1954 et 1955